# RTS,S
RTS,S/AS01, торговое название Mosquirix — вакцина против малярии на основе рекомбинантного белка. Это единственная одобренная и широко используемая вакцина против малярии. По состоянию на апрель 2022 года был вакцинирован 1 миллион детей, живущих в районах с умеренными и высокими показателями передачи малярии, при этом по мере расширения производства вакцины будут предоставлены ещё миллионы доз.

Вакцина RTS,S была создана в конце 1980-х годов учёными, работающими в лабораториях SmithKline Beecham Biologicals (ныне GSK Vaccines — подразделение GlaxoSmithKline) в Бельгии. Вакцина была разработана в сотрудничестве между GSK и Армейским научно-исследовательским институтом Уолтера Рида в штате Мэриленд, США; её разработка частично финансировалась инициативой PATH по вакцине против малярии и Фондом Билла и Мелинды Гейтс. Её эффективность колеблется от 26 до 50 % у младенцев и детей младшего возраста.

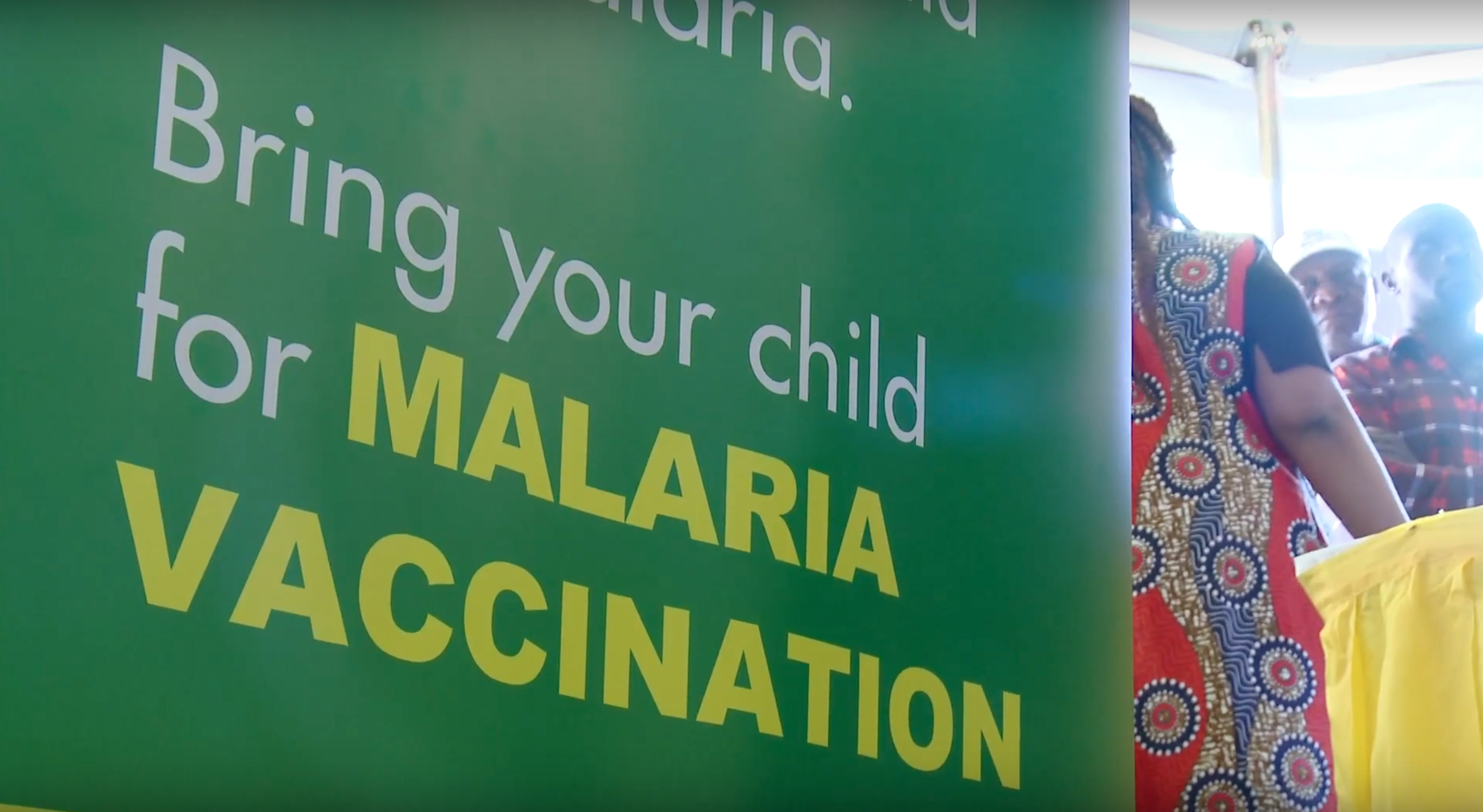
Плакат, рекламирующий испытания вакцины RTS,S

Одобренная для использования Европейским агентством по лекарственным средствам (EMA) в июле 2015 года, это первая в мире лицензированная вакцина против малярии, а также первая вакцина, лицензированная для использования против любого паразитарного заболевания человека. 23 октября 2015 г. Стратегическая Консультативная Группа Экспертов ВОЗ по иммунизации (SAGE) и Консультативный комитет по политике в отношении малярии (MPAC) совместно рекомендовали пилотное внедрение вакцины в Африке. Этот пилотный проект вакцинации был запущен 23 апреля 2019 года в Малави, 30 апреля 2019 года в Гане и 13 сентября 2019 года в Кении.
К широкому применению во всём мире вакцина RTS,S допущена ВОЗ в 2021 году.

## История
Потенциальные вакцины против малярии были предметом интенсивных исследований с 1960-х годов.
Вакцина SPf66 интенсивно тестировалась в эндемичных районах в 1990-х годах, но клинические испытания показали, что она недостаточно эффективна. Другие вакцины-кандидаты, нацеленные на стадию жизненного цикла малярийного паразита в крови, сами по себе оказались недостаточными.
На 2006 год среди нескольких находящихся в стадии разработки вакцин, направленных на преэритроцитарную стадию заболевания, RTS,S показала наиболее многообещающие результаты.

## Одобрение
Европейское агентство лекарственных средств (EMA) одобрило вакцину RTS,S в июле 2015 года с рекомендацией использовать её в Африке для детей с риском заражения малярией. RTS,S была первой в мире вакциной против малярии, получившей разрешение на такое использование. Предварительные исследования показывают, что отсроченное дробное дозирование может повысить эффективность вакцины до 86 %.
17 ноября 2016 года ВОЗ объявила, что вакцина RTS,S будет использована в пилотных проектах в трёх странах Африки к югу от Сахары. Пилотная программа, координируемая ВОЗ, будет оценивать степень, в которой защитный эффект вакцины, продемонстрированный в расширенных клинических испытаниях, может быть воспроизведен в реальных условиях. В частности, программа оценит возможность доставки необходимых четырёх доз вакцины; влияние вакцины на спасённых людей; и безопасность вакцины в контексте повседневного использования.
Вакцинация министерствами здравоохранения Малави, Ганы и Кении началась в апреле и сентябре 2019 года и предназначена для 360 000 детей в год в районах, где вакцинация окажет наибольшее воздействие. Планируется, что результаты будут использованы Всемирной организацией здравоохранения, чтобы сообщить о возможном будущем развертывании вакцины. В 2021 году сообщалось, что вакцина вместе с другими противомалярийными препаратами при введении во время наиболее опасного времени года может снизить смертность и заболеваемость от этой болезни на 70 %.
В 2021 году вакцина RTS,S была допущена ВОЗ к широкому применению во всём мире.

### Финансирование
RTS,S финансировалась некоммерческой организацией PATH Malaria Vaccine Initiative (MVI) и GlaxoSmithKline при финансовой поддержке Фонда Билла и Мелинды Гейтс. Состав на основе вакцины RTS,S ранее был продемонстрирован как безопасный, хорошо переносимый, иммуногенный и потенциально обеспечивающий частичную эффективность как у взрослых, не инфицированных малярией, так и у людей, перенесших малярию, а также детей.

## Компоненты и механизм
Вакцина RTS,S основана на белковой конструкции, впервые разработанной GlaxoSmithKline в 1986 году. Она была названа RTS потому, что в её разработке использовались гены из повтора ('R') и Т-клеточного эпитопа ('T') преэритроцитарного циркумспорозоитного белка (CSP) малярийного паразита Plasmodium falciparum вместе с вирусным поверхностным антигеном («S») вируса гепатита В (HBsAg). Затем этот белок смешивали с дополнительным HBsAg для улучшения очистки, отсюда и дополнительная «S». Вместе эти два белковых компонента собираются в растворимые вирусоподобные частицы, похожие на внешнюю оболочку вируса гепатита В.